# Jean-Marie Brohm
Jean-Marie Brohm (* 14. Dezember 1940 in Mülhausen, Elsass) ist ein französischer Sportsoziologe sowie  Sportwissenschaftler, Anthropologe und Philosoph. Mit seiner Zeitschrift Quel Corps?, die von 1975 bis 1997 erschien, hat er jahrzehntelang die internationale Diskussion um die gesellschaftliche Verantwortung des Sports als ein Symbol für den Körper geprägt; er sieht eine politische Beeinflussung der Gesellschaft durch den Sport im Sinne einer dominanten Hegemonie. Während der Studentenrevolution von 1968 interviewte Quel Corps? auch Michel Foucault zum Thema Sport.

## Leben und Werk
Nach seiner Ausbildung zum Diplom-Sportlehrer von 1960 bis 1963 unterrichtete Brohm am Lycée Condorcet in Paris, studierte weiter an der Sorbonne, wo er 1977 habilitierte (Docteur d’État). Aufgrund seiner unorthodoxen marxistischen Positionen erhielt er jedoch lange Zeit vom französischen Staat keine Professur. Erst 1988 konnte er von der Universität Caen zum Professor für Pädagogik berufen werden, anschließend wechselte er auf einen Lehrstuhl für Soziologie an die Universität Montpellier. Brohm, der hervorragend Deutsch spricht, hat u. a. Werke von Martin Heidegger übersetzt. In Deutschland wurde er bekannt durch die Arbeit von Arnd Krüger. Seine Diskussion mit Hajo Bernett aus Anlass des 50. Jubiläums der Olympischen Sommerspiele 1936 verdeutlicht die Positionen. Während für Bernett die Olympischen Spiele durch den Nationalsozialismus pervertiert und im Sinne nationalsozialistischer Propaganda ausgebeutet wurden, ist für Brohm nur der Nationalsozialismus als Körperkult des Faschismus in der Lage, die Spiele so perfekt und in Übereinstimmung mit den Ideen seines Erfinders Pierre de Coubertin durchzuführen.
Während Brohm für seine Kritik und den Aufruf zum Boykott der Fußball-Weltmeisterschaft 1978 in Argentinien während der Militärdiktatur von der französischen Linken verehrt wurde, forderte er bereits zwei Jahre später zum Boykott der Olympischen Sommerspiele 1980 in Moskau auf, da er die politischen Verhältnisse in der Sowjetunion für nicht besser hielt, wonach ihn dieselben Linken aus ihren Reihen ausschlossen. Brohm ist der Verfasser von mehr als fünfzig Monographien.

## Schriften

### Sportsoziologie
- Sociologie politique du sport. 1976, Neuausgabe, P.U.N., Nancy 1992, ISBN 978-2864805618.
- Le mythe olympique. Bourgois, Paris 1981, ISBN 978-2267002485.
- Les dessous de l’olympisme., mit Michel Caillat, La Découverte, Paris 1984, ISBN 2707114642.
- Les meutes sportives: Critique de la domination. L’Harmattan, Paris 1993.
- Le corps analyseur: essai de sociologie critique. Anthropos, Paris 2001, ISBN 2-7178-4224-1.
- La machinerie sportive, essai d’analyse institutionnelle. Anthropos/Economica, Paris 2002.
- Le football, une peste émotionnelle: La barbarie des stades. mit Marc Perelman, Éditions Gallimard, Paris 2006, ISBN 2070319512.
- La tyrannie sportive. Théorie critique d’un opium du peuple. Beauchesne, Paris 2006, ISBN 2701014956.
- 1936, Les Jeux olympiques à Berlin, André Versaille, Brüssel 2008, ISBN 9782874950100.

### Philosophie
- Les principes de la dialectique. Editions de La Passion, Paris 2003.
- Heidegger, le berger du néant. mit Roger Dadoun et Fabien Ollier, Homnisphères, Paris 2007, ISBN 2915129282.
- Les figures de la mort: perspectives critiques. Beauchesne, Paris 2008, ISBN 9782701015231.
- Anthropologie de l’étrange: Énigmes, mystères, réalités insolites. Éditions Sulliver, Cabris 2010, ISBN 978-2351220634.